# وباء الكوليرا الثاني
حدث وباء الكوليرا الثاني خلال الفترة 1829-1849 ويعرف أيضا باسم وباء الكوليرا الآسيوي، بدأ وباء الكوليرا في الهند ولقد عبر غرب آسيا إلى أوروبا وبريطانيا العظمى والأمريكتين، بالإضافة لوصوله إلى جهه الشرق في الصين واليابان. تسببت الكوليرا في حدوث المزيد من الوفيات، بسرعة أكبر، من أي مرض وبائي آخر في القرن التاسع عشر. يعتبر مرض الكوليرا مرض يصيب البشر فقط، ويمكن أن ينتشر من خلال العديد من وسائل السفر، مثل السفر عبر القوافل أو السفن، أوالطائرات.

## التاريخ

### أول جائحة
بدأت أول جائحة للكوليرا (1817-1824) بالقرب من كلكتا وانتشرت في جميع أنحاء جنوب شرق آسيا وصولًا إلى الشرق الأوسط وشرق إفريقيا وساحل البحر الأبيض المتوسط. رغم أن الكوليرا كانت قد انتشرت في الهند عدة مرات من قبل، إلا أن هذا التفشي امتد لمسافة أبعد، إذ وصل إلى الصين والبحر الأبيض المتوسط قبل أن ينحسر. تسببت هذه الجائحة في وفاة مئات الآلاف من الأشخاص، بما في ذلك العديد من الجنود البريطانيين، ما جذب انتباه الأوروبيين. كانت هذه أولى عدة جوائح للكوليرا اجتاحت آسيا وأوروبا خلال القرنين التاسع عشر والعشرين. انتشرت هذه الجائحة الأولى على نطاق غير مسبوق، وأثرت على العديد من الدول في جميع أنحاء آسيا.

### أصول الجائحة الثانية
يعتقد المؤرخون أن الجائحة الأولى قد انتشرت في إندونيسيا والفلبين في عام 1830.
رغم أن تفاصيل انتشار جائحة الكوليرا في شرق الهند غير معروفة بشكل دقيق، يعتقد الكثيرون أنها بدأت، كما في الجائحة الأولى، من تفشيات على طول دلتا نهر الغانج في الهند. من هناك، انتشر المرض عبر طرق التجارة ليغطي معظم أنحاء الهند. بحلول عام 1828، كان المرض قد وصل إلى الصين. أُبلغ عن حالات إصابة بالكوليرا في الصين عامي 1826 و1835، وفي اليابان عام 1831. في عام 1829، تبين أن إيران قد أصيبت بالكوليرا القادمة من أفغانستان.
وصلت الكوليرا إلى الأطراف الجنوبية لجبال الأورال عام 1829. في 26 أغسطس 1829، سُجلت أول حالة كوليرا في مدينة أورينبورغ، مع تقارير عن تفشيات لاحقة في بوغولما (7 نوفمبر) وبوغوروسلان (5 ديسمبر) ومنزيلينسك (2 يناير 1830) وبيليبي (6 يناير). بعد تسجيل 3,500 حالة إصابة، منها 865 حالة وفاة في مقاطعة أورينبورغ، توقف الوباء بحلول فبراير 1830.

### ثلاثينيات القرن التاسع عشر
انتشرت الجائحة الثانية للكوليرا من روسيا إلى بقية أنحاء أوروبا، ما أسفر عن وفاة مئات الآلاف من الأشخاص. بحلول عام 1831، كان الوباء قد اجتاح المدن والبلدات الرئيسية في روسيا. جلب الجنود الروس المرض إلى بولندا في فبراير 1831. تشير التقارير إلى تسجيل 250,000 حالة إصابة بالكوليرا و100,000 حالة وفاة في روسيا. في العام نفسه، قُدِّر عدد الوفيات في المجر بنحو 100,000 شخص.
ضرب وباء الكوليرا وارسو خلال انتفاضة نوفمبر، بين 16 مايو و20 أغسطس 1831؛ إذ أُصيب 4,734 شخصًا بالمرض، وتوفي 2,524 منهم. أدى تفشي الكوليرا، الذي حمله الجنود الروس إلى بولندا وبروسيا الشرقية، إلى إجبار السلطات البروسية على إغلاق حدودها أمام النقل الروسي. بالإضافة إلى ذلك، اندلعت أعمال شغب في الإمبراطورية الروسية احتجاجًا على تدابير الحكومة لمكافحة الكوليرا.
بحلول أوائل عام 1831، دفعت التقارير المتزايدة عن انتشار الوباء في روسيا الحكومة البريطانية إلى إصدار أوامر بالحجر الصحي على السفن القادمة من روسيا إلى الموانئ البريطانية. بحلول أواخر الصيف، ومع ازدياد خطر انتشار المرض إلى بريطانيا، أصدرت هيئة الصحة البريطانية، وفقًا لنظرية «الوبالة» السائدة آنذاك، أوامر تتضمن توصيات وقائية، من بينها حرق «المواد المتحللة مثل الخِرق والحبال والأوراق والملابس القديمة والستائر... وإزالة كل أنواع الفضلات وغمر الملابس والأثاث بالماء بكميات كبيرة وغليها في محلول قلوي قوي؛ بالإضافة إلى تنظيف المصارف والمراحيض جيدًا بالمياه الجارية وهيبوكلوريت الكالسيوم... وينبغي ضمان التهوية المستمرة وإدخال الهواء النقي إلى جميع أجزاء المنزل والأثاث لمدة لا تقل عن أسبوع». 

استنادًا إلى تقارير طبيبين إنجليزيين راقبا الوباء في سانت بطرسبرغ، نشرت هيئة الصحة وصفًا مفصلًا لأعراض المرض وبدايته:
تبدأ الأعراض بالدوار والغثيان والاضطراب العصبي والنبض المتقطع أو البطيء أو الضعيف، وتشنجات تبدأ من أطراف الأصابع وأصابع القدمين، وسرعان ما تمتد إلى الجذع، ما يشكل أول إنذار بالمرض. يلي ذلك الإقياء أو الإسهال أو كلاهما، مع خروج سوائل تشبه ماء الأرز أو مصل اللبن أو ماء الشعير. تصبح ملامح الوجه حادة ومشدودة، وتغور العينان، ويعكس المظهر الخارجي مشاعر الرعب والهلع. يتغير لون الشفاه والوجه والرقبة واليدين والقدمين، ثم الفخذين والذراعين وسطح الجسم بأكمله، إلى درجات من الرمادي الرصاصي أو الأزرق أو الأرجواني أو الأسود أو البني الداكن، وذلك وفقًا للون بشرة المصاب، مع تباين في حدة التغير بحسب شدة الإصابة. تصبح أصابع اليدين والقدمين أقل حجمًا، بينما تنكمش الأنسجة الرخوة التي تغطيها وتصبح مجعدة ومنثنية. تكتسب الأظافر لونًا أبيض لؤلؤيًا مائلًا إلى الزرقة، وتظهر الأوردة السطحية الكبيرة كخطوط سوداء مسطحة؛ يصبح النبض ضعيفًا جدًا، بالكاد محسوسًا كخيط رفيع، أو يختفي تمامًا. يصبح الجلد باردًا بدرجة قاتلة وغالبًا ما يكون رطبًا ويبقى اللسان دائمًا رطبًا، لكنه غالبًا ما يكون أبيض ومغطى بطبقة سميكة ويصبح مترهلًا وباردًا مثل قطعة من اللحم الميت. يكاد الصوت يختفي تمامًا، بينما يصبح التنفس سريعًا وغير منتظم وغير مكتمل. يتحدث المريض بصوت هامس ويعاني في التقاط أنفاسه، وغالبًا ما يضع يده على قلبه ليشير إلى موضع معاناته. تحدث أحيانًا تشنجات قوية في الساقين والفخذين وأسفل الظهر. تتوقف عملية إفراز البول تمامًا، ويتواصل الإقياء والإسهال، رغم أنهما ليسا العرضين الأهم أو الأكثر خطورة، بالإضافة إلى أنهما في عدد كبير من الحالات لم يكونا غزيرين، أو تمت السيطرة عليهما بالأدوية في وقت مبكر من الإصابة. من الواضح أن أكثر الأعراض إلحاحًا وتميزًا لهذا المرض هو الانخفاض المفاجئ في القوى الحيوية، والذي يتجلى في ضعف نشاط القلب وبرودة الجلد والأطراف وحالة الركود التي تصيب الدورة الدموية بأكملها.
من سبتمبر 1831 حتى يناير 1832، اجتاح وباء كوليرا كارثي مناطق الفرات الأدنى ودجلة في ما يُعرف اليوم بالعراق وإيران. في تستر بإيران، توفي نحو نصف سكان المدينة بسبب الكوليرا. تعرضت جماعة المندائيين لضربة قاسية بشكل خاص، إذ توفي جميع كهنَتهم بسبب الوباء. ذكر يحيى بهرام للمستشرق الألماني يوليوس هاينريش بيترمان أن عدد الناجين المندائيين بعد الوباء لم يتجاوز 1,500 شخص.
وصل الوباء إلى بريطانيا العظمى في أكتوبر 1831، إذ ظهر في مدينة سندرلاند بعد أن حمله ركاب قادمون على متن سفينة من بحر البلطيق. ظهر أيضًا في غيتسهيد ونيوكاسل. في لندن، تسبب المرض في وفاة 6,536 شخصًا، بينما حصد في باريس أرواح 20,000 شخص (من بين سكان يبلغ عددهم 650,000)، أما في فرنسا ككل، بلغ عدد الوفيات نحو 100,000 شخص. في عام 1832، وصل الوباء إلى مدن كيبيك وأونتاريو ونوفا سكوشا في كندا، بالإضافة إلى ديترويت ونيويورك في الولايات المتحدة. بحلول عام 1834، كان المرض قد انتشر إلى الساحل الغربي لأمريكا الشمالية. دفعت هذه الجائحة الحكومة البريطانية إلى إصدار «قانون الصحة العامة لعام 1848» وسلسلة من القوانين الخاصة بإزالة المكاره الصحية والوقاية من الأمراض في عامي 1848 و1849.
في منتصف عام 1832، لقي 57 مهاجرًا أيرلنديًا حتفهم بعد إصابتهم بالكوليرا في أثناء عملهم في مدِّ خط سكة حديد يُعرف باسم «دافيز كات»، على بعد 30 ميلًا غرب فيلادلفيا.

## الأسباب
خلال الجائحة الثانية، تباينت آراء المجتمع العلمي حول أسباب الكوليرا. في فرنسا، اعتقد الأطباء أن الكوليرا مرتبطة بفقر بعض المجتمعات أو بتدهور البيئة المحيطة بها. أما في روسيا، فكان الاعتقاد السائد أن المرض معدٍ، رغم أن الأطباء لم يتمكنوا من فهم كيفية انتشاره. في الولايات المتحدة، كان يُعتقد أن الكوليرا جاءت مع المهاجرين الجدد، وخاصةً الأيرلنديين، إذ أدرك علماء الأوبئة لاحقًا أنهم كانوا ينقلون المرض من الموانئ البريطانية. في بريطانيا، كان هناك اعتقاد بأن المرض قد يكون ناتجًا عن تدخل إلهي.